# Didymocistus chrysadenius
Didymocistus chrysadenius är en emblikaväxtart som beskrevs av João Geraldo Kuhlmann. Didymocistus chrysadenius ingår i släktet Didymocistus och familjen emblikaväxter. Inga underarter finns listade i Catalogue of Life.